# Mauvaise graine
Mauvaise graine ist ein französisches Kriminalfilmdrama von 1934 unter der Regie von Billie Wilder und Alexander Esway. In den Hauptrollen agieren Danielle Darrieux und Pierre Mingand.

## Handlung
Im quirligen Paris der 1930er Jahre lebt der Playboy Henri Pasquier. Er wird durch seinen wohlhabenden Vater, den Arzt Dr. Pasquier, unterstützt, der ihm regelmäßig Geld zukommen lässt und außerdem einen Luxuswagen zur Verfügung gestellt hat, der Henri besonders viel bedeutet. Doch irgendwann trifft Dr. Pasquier die Entscheidung, dass er den Müßiggang seines Sohnes nun lange genug finanziert habe und es genug sei. Nachfolgend stellt er seine Zahlungen ein, verkauft den Buick und hofft so, Henri dazu zu bringen, dass er sich endlich eine ordentliche Arbeit sucht.
Henri verlässt daraufhin sein Zuhause und schließt sich einer Bande von Autodieben an. Dort freundet er sich mit dem jüngsten männlichen Bandenmitglied Jean an und verliebt sich in dessen blutjunge Schwester Jeannette, das einzige weibliche Mitglied der Bande. Sie hat die Aufgabe, reiche Männer von ihren Luxusfahrzeugen wegzulocken, damit die Bande sie stehlen kann. 
Schon bald gerät Henri mit dem Bandenführer sowohl wegen der Aufteilung der Beute als auch wegen Jeannette aneinander. Diese Konfrontation führt dazu, dass man Henri bei einem inszenierten Autounfall umbringen will. Der junge Mann hat jedoch, ebenso wie Jeannette, genug davon, sein Leben auf diese Weise weiterzuführen. So beschließen beide, eine Schiffspassage nach Casablanca zu buchen, um dort Ordnung in ihr Leben zu bringen. 

## Produktion, Hintergrund
Mauvaise Graine (deutsch: Böse Saat wörtlich: schlechter Samen), eine Produktion der Compagnie Nouvelle Commerciale, ist der erste Film, bei dem Billie Wilder Regie geführt hat. Zuvor hat er in Deutschland die Drehbücher für einige erfolgreiche Filme geschrieben, so beispielsweise für den Stummfilm Menschen am Sonntag und die Kriminal-Kinderkomödie Emil und die Detektive. Nachdem Wilder nach der Machtergreifung der Nationalsozialisten aus Berlin emigrieren musste, floh er zunächst nach Paris, wo Mauvaise Graine entstand. In seinen Erinnerungen beschreibt Wilder, mit welch bescheidenen Mitteln der Film fertiggestellt werden musste, aber auch, mit welch großem Enthusiasmus die Beteiligten an der Entstehung des Werkes mitgewirkt hätten. Gedreht wurde an Originalschauplätzen in Paris und Marseille; die Strandszenen entstanden in L’Isle-Adam.

## Veröffentlichung
Premiere hatte der Film am 5. Juli 1934 in Paris in Frankreich. Am 17. Dezember 1934 wurde er unter dem Titel Curvas peligrosas in Madrid in Spanien veröffentlicht, im März 1940 unter dem Titel Amore che redime in Italien. Veröffentlicht wurde er zudem in Brasilien (Titel Semente do Mal), Griechenland (Titel O kakos dromos) und in Polen (Titel Zle nasienie). In der Bundesrepublik Deutschland lief er am 25. Februar 1980 auf der Berlinale in Berlin als Retrospektive. Der internationale Titel des Films ist Bad Seed, alternativ auch Bad Blood.
Der Film erschien am 26. November 2002 im französischen Originalton auf DVD mit englischer Untertitelung, herausgegeben vom Studio Image Entertainment.

## Kritik
Jeremy Carr befasste sich für Mubi eingehend mit dem Film, der Billie Wilders Regiedebüt darstellt, und meinte, dass Mauvaise Graine viele Gemeinsamkeiten mit anderen französischen Filmen dieser Epoche habe, insbesondere mit denen von René Clair, und bereits die Freimütigkeit der französischen New-Wave-Strömung vorweggenommen habe. Was Mauvaise Graine vor allem zu einem „unterbewerteten Juwel“ mache, das eine Neubewertung wert sei, sei eine bemerkenswert fortschrittliche Erzählung und eine energetisch-formale Annäherung an ein Szenario, in dem Autos und Motoren eine zentrale Rolle spielen.